# Auroque
O auroque (Bos primigenius) também conhecido como uro, uruz, ou uroque é uma espécie de bovino selvagem extinto que habitou a Europa, Ásia e norte da África. É considerado o ancestral do gado doméstico. O auroque tornou-se extinto em 1627, quando os últimos indivíduos da espécie morreram na Polônia.
Durante a revolução Neolítica, que ocorreu durante o início do Holoceno, existiram pelo menos dois eventos de domesticação dos auroques: um relacionado à subespécie indiana, dando origem ao zebu, e outro com a subespécie eurasiática, que resultou no gado europeu (Bos taurus taurus). Outras espécies de bovinos selvagens também foram domesticadas, como o Búfalo da água selvagem, o gauro, o iaque selvagem e o banteg. Há diversas raças de gado doméstico que exibem características dos auroques.

## Etimologia
O termo "uro" vem do étimo latino urus. De acordo com Júlio César, a palavra vem de uma língua celta.
O termo "auroque" vem do francês aurochs, que por sua vez vem do alemão Auerochse, uma evolução do termo alto-alemão antigo ūrohso, uma palavra composta pelos termos ūro, talvez cognato ou mesmo a origem definitiva do étimo latino urus, e ohso (boi).

## Descrição

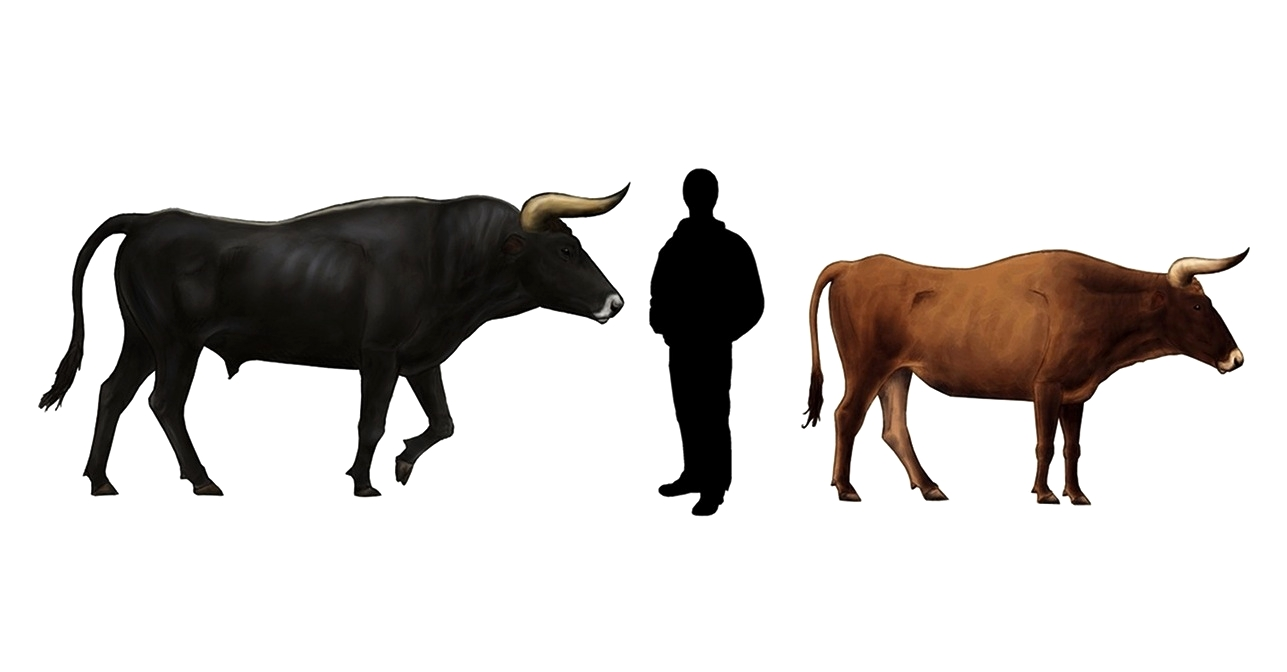
restauração de um auroque macho (preto) e fêmea (marrom) em comparação com um ser humano. Note a diferença de tamanho entre os sexos.

O auroque foi um dos maiores herbívoros da Europa pós-glacial, com um tamanho comparável ao do bisão europeu. O tamanho dos auroques parece ter variado de acordo com a região em que viviam. Na Europa, as populações do norte eram maiores em média do que as do sul. Por exemplo, durante o Holoceno, os auroques da Dinamarca e da Alemanha tiveram uma altura média no ombro de 155–180 cm nos machos e 135–155 cm nas fêmeas, enquanto que as populações da Hungria teve touros atingindo 155–160 cm. A massa corporal também foi bastante variável, alguns indivíduos tinham pesos comparáveis ao de Bisões atingindo cerca de 700 kg, enquanto que os do Pleistoceno tardio e médio eram muito maiores com até 1.500 kg, tão grande quanto um gauro (o maior bovino selvagem existente). O dimorfismo sexual entre os machos e fêmeas foi fortemente expresso, sendo as fêmeas significativamente menores que os machos.

### Cornos
Por causa dos cornos maciços dos auroques, os seus ossos frontais eram alongados e largos. Os cornos dos auroques eram característicos em tamanho, curvatura e orientação. Podiam atingir até 80 cm de comprimento e entre 10 e 20 cm de diâmetro. Os cornos dos machos eram maiores, com uma curvatura mais aparente, e cresciam num ângulo de sessenta graus para o focinho e voltados para frente.

## Comportamento e ecologia
Como muitos bovídeos, os auroques formavam rebanhos durante pelo menos uma parte do ano. Provavelmente, estes grupos não ultrapassavam 30 membros. Se os auroques tivessem comportamento social semelhante aos de seus descendentes, o status social foi obtido através de exibições e lutas nas quais tanto os machos quanto as fêmeas se envolviam. Na verdade, é provável que estas lutas fossem severas, resultassem em vários ferimentos, até mesmo a morte. Como outros bovinos selvagens, os ungulados que formam rebanhos unissexuais, tiveram dimorfismo sexual considerável, já os ungulados que formam rebanhos que contêm animais de ambos os sexos, como os cavalos, possuem dimorfismo sexual menos aparente. 

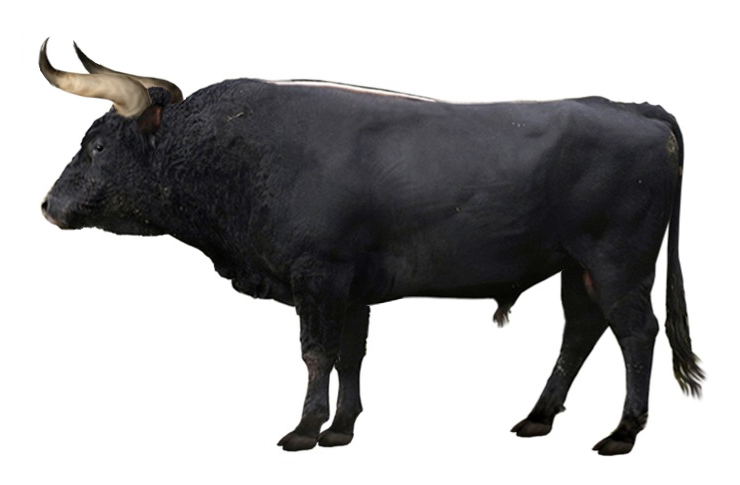
reconstituição da possível aparência de um auroque macho.

Durante a época de acasalamento, que provavelmente ocorreu no final do verão ou no início do outono, os machos se envolviam em lutas severas, e evidencias mostram que esses confrontos poderiam ter levado a morte. Os bezerros nasciam na primavera, e ficavam ao lado de suas mães até que fossem fortes o suficiente para se juntar e acompanhar a manada nas áreas de alimentação.
Os filhotes eram vulneráveis a ataques de lobos e, até certo ponto, de ursos, enquanto que os auroques adultos e saudáveis provavelmente não tinham predadores naturais. Na Europa pré-histórica, norte da África e Ásia, grandes felinos com leões, tigres e até hienas eram predadores adicionais que provavelmente se alimentavam de auroques.
Descrições históricas, diziam que os auroques eram muito rápidos e fortes e que poderiam ser muito agressivos, e que geralmente não se incomodavam com a aproximação humana, mas quando provocado ou caçado, poderiam ficar muito agressivos e perigosos, conseguindo arremessar uma pessoas no ar com facilidade, devido ao seu tamanho e força.

## Distribuição e habitat
Não existe consenso sobre o habitat dos auroques, enquanto alguns autores consideram que a seleção de habitat desses bovinos fossem semelhantes ao do búfalo africano da floresta, outros descrevem a espécie com tendo habitado pastagens ao lados de outros grandes herbívoros da época. Os auroques eram provavelmente pastadores e tinham uma seleção de alimentos semelhante aos do gado doméstico, porém habitando áreas mais úmidas que este último.
Após o inicio da Era comum, o habitat do auroque se tornou mais fragmentado devido a crescente população humana. Durante os últimos séculos de sua existência, os auroques ficaram restritos a regiões remotas, como florestas e pântanos inundáveis, sem herbívoros domésticos concorrentes e menos pressão da caça.

## Extinção

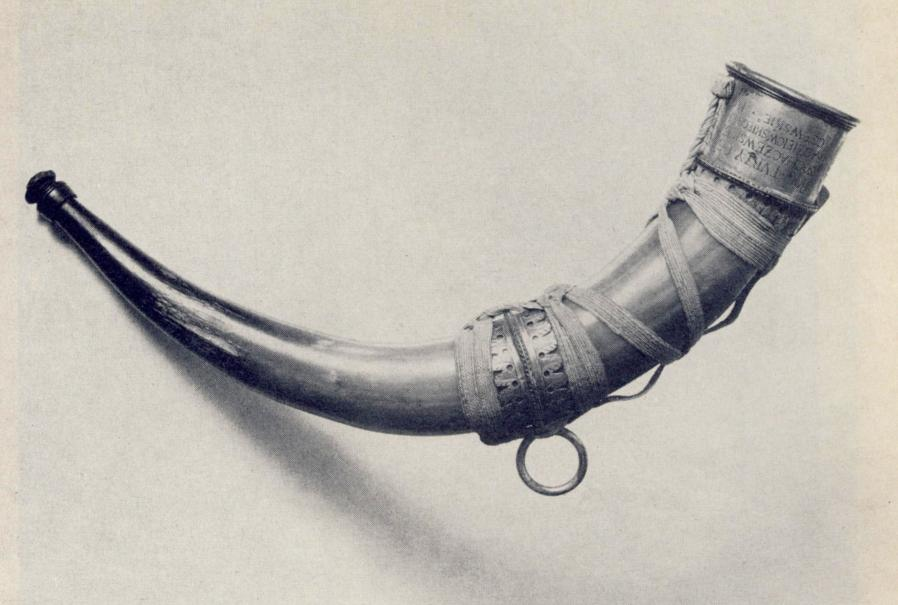
corno ornamentado do último macho de auroque.

Já no século V a.C., os auroques desapareceram do sul da Grécia, mas permaneceram comuns na região norte e leste do Rio Echedorus, perto da moderna Salônica. Os últimos relatórios da presença da espécie na ponta sul dos Balcãs datam do século I a.C., que relataram a presença de dois machos no sul da Sérvia e na Trácia. No século XIII, os auroques estavam restritos a Polônia, Lituânia, Moldávia, Transilvânia e Prússia Oriental. O direito de caçar animais grandes em qualquer terreno foi primeiro restrito ao nobres, e depois gradualmente, apenas as famílias reais. À medida que a população de auroques declinava, a caça cessava e a corte real usava reservas de caça para fornecer campos abertos para pastoreio dos auroques.
De acordo com uma pesquisa real polonesa, em 1564 existiam apenas 38 auroques. O último auroque vivo registrado, uma fêmea, morreu em 1627 na floresta de Jaktorów, na Polônia, por causas naturais. A caça excessiva, destruição e fragmentação de seu habitat, desenvolvimento da agricultura e doenças transmitidas pelo gado doméstico foram as principais causa da extinção dos auroques.

### Gado Heck

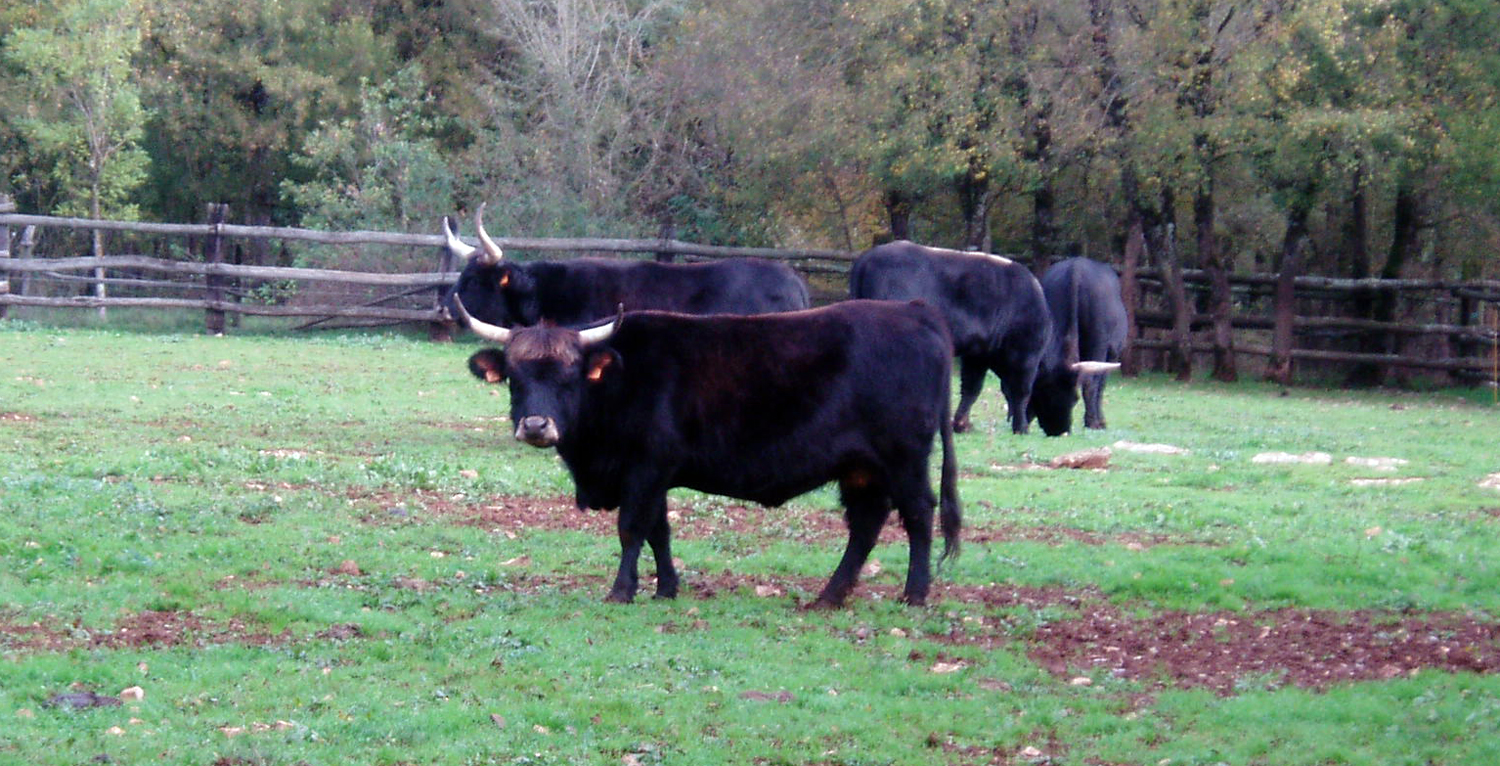
híbridos de auroques em um parque na França.

No início da década de 1920, dois diretores de zoológicos alemães (em Berlim e Munique), os irmão Heinz e Lutz Heck, iniciaram um projeto que visava selecionar os indivíduos descendentes de híbridos entre auroques e gado doméstico para criar auroques puros, seu plano baseou-se no conceito de que a espécie não está extinta, já que os híbridos carregam genes de auroques. O resultado foi uma raça chamada de gado Heck, que é semelhante ao auroque em aparência, na cor e em alguns casos no formato dos cornos.
Um grupo de conservação da Alemanha, começou a cruzar o gado Heck com raças bovinas primitivas do sul da Europa em 1996, com o objetivo de aumentar a semelhança de certos rebanhos de gado Heck com o auroque.

## Citações na literatura
O touro selvagem mencionado nos versículos 10 e 11 do capítulo 39 do Livro de Jó, na Bíblia, provavelmente era o auroque (em latim: urus).
Há dois mil anos, esses animais encontravam-se na Gália, e Júlio César fez a seguinte descrição deles: 
| “ | Esses uri têm quase o tamanho dum elefante, mas de natureza, cor e forma são touros. Eles têm muita força e grande velocidade: não poupam nem homem nem animal quando os avistam. | ” |

Porém o auroque é citado no livro de Alexandr Serafimovitch, A Torrente de Ferro ( 1924 ): " Nos densos dos montes, pelos desfiladeiros, vales e atalhos, nos outeiros e cumes,encontra-se de tudo: aves de todos os tipos, os mais variados espécimes de animais, e até um bicho que não poderia ser encontrado em nenhuma outra parte do mundo: o auroque"

## Recriação e reintrodução
O Programa Tauros, desenvolvido nos Países Baixos, tem envidado esforços no sentido de recriar os auroques, mediante o cruzamento de diversas raças de bovinos modernos, dentre as quais se contam as raças limiana (portuguesa), podolica (europa de Leste), maremmana (italiana), maronesa (portuguesa), pajuna (espanhola) e saiaguesa (espanhola).
Fruto do cruzamento das sobreditas raças, surgiu uma nova raça, crismada «Tauros». A qual foi reintroduzida em Portugal, em 2023, no vale do Côa, na zona do Ermo das Águias, pela iniciativa Rewilding Portugal, com o apoio da Rewilding Europe.